# Nati nel 1250
| Questa pagina contiene informazioni ricavate automaticamente dalle voci biografiche con l'ausilio del template Bio e di un bot. L'aggiornamento è periodico e automatico e ricostruisce completamente la pagina. Se manca una persona in questa lista, sei pregato di non aggiungerla, ma accertati piuttosto che la sua voce biografica contenga il template Bio e che i dati anagrafici siano correttamente compilati. Se il template Bio manca, inseriscilo tu stesso o, in alternativa, metti l'avviso {{tmp\|Bio}} che ne segnala la mancanza. Se i dati riportati sono sbagliati, correggi direttamente la voce biografica; le modifiche saranno visibili in questa lista entro pochi giorni. Per chiarimenti vedi il progetto biografie. La lista contiene solo le 31 persone che sono citate nell'enciclopedia e per le quali è stato implementato correttamente il template Bio. Pagina aggiornata al 10 ago 2025. |

- 17 gennaio - Ruggiero di Lauria, ammiraglio italiano († 1305)
- 8 aprile - Giovanni Tristano di Valois, nobile francese († 1270)
- 15 agosto - Matteo I Visconti, nobile († 1322)
- 25 dicembre - Giovanni IV Lascaris, imperatore bizantino
- Gerard Appelmans, mistico olandese († 1325)
- Giacomo Benfatti, vescovo cattolico italiano († 1332)
- Bianca di Napoli († 1269)
- Nicolas Caignet de Fréauville, cardinale francese († 1323)
- Casella, compositore e cantore italiano († 1300)
- Landolfo Colonna, religioso italiano († 1331)
- Guglielmo Corvi, medico italiano († 1326)
- Dmitrij I Aleksandrovič, principe russo († 1294)
- John FitzGerald, I conte di Kildare, nobile irlandese († 1316)
- Giovanni II di Meclemburgo, principe († 1299)
- Giovanni XIII di Costantinopoli, arcivescovo ortodosso bizantino
- Moses de León, rabbino e teologo spagnolo († 1305)
- Diego López V d'Haro, nobile spagnolo († 1310)
- Margherita di Borgogna, regina († 1308)
- Tomasina Morosini, regina († 1300)
- Amedeo I di Neuchâtel, nobile svizzero († 1288)
- Riccardo II Orsini, nobile italiano († 1304)
- Pietro d'Abano, filosofo, medico e astrologo italiano († 1316)
- Menahem Recanati, religioso e rabbino italiano († 1310)
- Roberto II d'Artois, conte († 1302)
- Guglielmo di Saint-Pathus, religioso francese († 1315)
- Alberto II di Sassonia, nobile tedesco († 1298)
- Teodorico di Friburgo, teologo e filosofo tedesco († 1310)
- Sancho d'Aragona, arcivescovo cattolico spagnolo († 1275)
- Rinaldo da Concorezzo, arcivescovo cattolico italiano († 1321)
- Alberto Gandino, giurista e giudice italiano († 1310)
- Alberto di Chiavari, religioso italiano († 1300)